# Alburnoides bipunctatus
L'alborella di fiume o alborella bipuntata (Alburnoides bipunctatus) è un pesce d'acqua dolce della famiglia Cyprinidae.

## Distribuzione e habitat
Questa specie è diffusa nelle acque dolci della Francia (Loira, Senna, Somme e Rodano), nel Reno, nel Danubio e nei fiumi che sfociano nel mar Nero, nel mar Caspio e nel Lago d'Aral. È assente dalle penisole mediterranee, dalla Scandinavia e dai fiumi che sfociano nel mar Baltico e nel mare del Nord ed est del Reno.

Vive sia nei laghi con acque limpide che nei ruscelli e nei fiumi con corrente moderata.

## Descrizione
Ha una sagoma meno slanciata che nell'alborella, a cui per il resto assomiglia anche se ha squame più grandi e ventre carenato.

Il colore è grigio o bruno sul dorso digradante verso il bianco delle regioni ventrali, sui fianchi è presente una banda scura più o meno visibile e possono esserci riflessi metallici o dorati. La linea laterale è accompagnata per tutta la lunghezza da una linea nera ben visibile. Le pinne possono essere grigiastre o giallastre.

Raggiunge al massimo 15 cm.

## Riproduzione
Avviene nella tarda primavera in acque correnti.

## Alimentazione
Piccoli invertebrati.

## Biologia
Gregaria, forma fitti sciami. Vive più vicino al fondo rispetto alle "vere" alborelle.

## Pesca
Praticata solo da pescatori sportivi.